# 2018年宜野湾市長選挙
2018年宜野湾市長選挙（2018ねんぎのわんしちょうせんきょ）は、2018年（平成30年）9月23日に告示され、同年9月30日に執行された沖縄県宜野湾市の市長選挙である。

## 概要
市長であった佐喜眞淳が2018年沖縄県知事選挙に立候補するにあたって辞職したことに伴い行われた選挙である。投開票日は沖縄県知事選挙と同一日であった。
宜野湾市は普天間飛行場を抱えており、普天間飛行場の名護市辺野古への移設を進める政府・与党の支援を受け、前宜野湾市長である佐喜眞の後継として市政の継続を訴える松川正則と、辺野古移設の反対を訴える仲西春雅という沖縄県知事選挙と同じ構図となった。

## 立候補者
届け出順。
| 候補者名 | 生年月日        | 年齢 | 性別 | 所属党派 | 推薦・支持                                                         | 新旧別 | 備考                         |
| -------- | --------------- | ---- | ---- | -------- | ------------------------------------------------------------------ | ------ | ---------------------------- |
| 仲西春雅 | 昭和36年6月26日 | 57   | 男   | 無所属   | （推薦）社民党・共産党・社会大衆党・立憲民主党・自由党・国民民主党 | 新     | 会社役員 前県高校PTA連合会長 |
| 松川正則 | 昭和28年9月20日 | 65   | 男   | 無所属   | （推薦）自民党・公明党・日本維新の会                               | 新     | 無職 前副市長                |

## 結果
開票結果は下記の通り。
※当日有権者数：75,415人 最終投票率：64.26%（前回比：-4.46pts）
| 候補者名 | 年齢 | 所属党派 | 新旧別 | 得票数   | 得票率 | 推薦・支持                                                         |
| -------- | ---- | -------- | ------ | -------- | ------ | ------------------------------------------------------------------ |
| 松川正則 | 65   | 無所属   | 新     | 26,214票 | 55.55% | （推薦）自民党・公明党・日本維新の会                               |
| 仲西春雅 | 54   | 無所属   | 新     | 20,975票 | 44.45% | （推薦）社民党・共産党・社会大衆党・立憲民主党・自由党・国民民主党 |

琉球新報は選挙結果について以下のように論じている。
松川陣営
- 県知事選に出馬した佐喜眞前市長とのセット戦術が市民に受け入れられた。基地跡地利用や子育て、経済振興など佐喜真市政の実績を強調し、市政の継承を掲げた。
- 辺野古移設賛否の明言を避けていたが、普天間飛行場の早期閉鎖、返還、危険性の除去を訴えた。

仲西陣営
- 候補者人選の難航による出遅れが影響した。

## その他
- 平成30年台風第24号の影響で、9月29日の期日前投票所（宜野湾市役所）が閉鎖された[5]。